# Блекпинк
Blackpink (на корейски: 블랙핑크, стилизирано като BLACKPINK или BLΛƆKPIИK) е момичешка група от Южна Корея, създадена през 2016 година от YG Entertainment. Тя дебютира на 8 август 2016 г. със сингъла си Square one.

## История

### 2016: Дебют със SquareOne и SquareTwo
Подготовката за дебюта на групата започва през първата седмица на август 2016 г. с публикуването на „тийзър“ снимки и видеа и участия на членовете в песни и реклами. YG Entertainment обявява финалния състав на BLACKPINK на 29 юни 2016 г.
BLACKPINK е първата момичешка група, дебютирала като част от YG Entertainment 7 години след дебюта на 2NE1. Дебютният сингъл  е  BOOMBAYAH. Двата главни трака се класират на първо и второ място в Billboard World Digital Songs chart, което превръща BLACKPINK в третия кей поп музикант/група, достигнал до първите две позиции, след Сай и Биг Бенг. „Whistle“ е на върха на дигиталните и мобилни класации на Gaon през август 2016 г. Групата достига върха на седмичните класации, както и на класациите за популярност, видеоклипове и кей поп видеоклипове на един от най-известните сайтове за музика в Китай, QQ Music. Първото изпълнение на BLACKPINK в музикално шоу (SBS' Inkigayo) се излъчва на 14 август 2016 г. Групата бие рекорда за най-бърза победа в музикална програма, след като заема първото място в Inkigayo едва 13 дни след официалния си дебют. Промоционалните дейности за сингъла Square One завършват на 11 септември 2016 г. с втора победа в Inkigayo.
BLACKPINK издава втория си сингъл SquareTwo, включващ главните тракове „Playing with Fire“ и „Stay“ на 1 ноември 2016 г. Песните са композирани от Теди Пак, Ар. Тий и Со Уонджин. BLACKPINK се завръща на сцената на Inkigayo на 6 ноември, както и на тази на M Countdown по Mnet на 10 ноември. Playing with Fire е вторият сингъл на групата, изкачил се до номер едно в Billboard World Digital Songs chart. В южнокорейските класации песента се задържа на трето място, а „Stay“ – на десето.
Успехът на BLACKPINK през първите пет месеца им печели няколко награди за новосформирани групи в края на 2016 г., включително Asia Artist Awards, Melon Music Awards, Golden Disc Awards, Seoul Music Awards и Gaon Chart Music Awards. Според Billboard BLACKPINK е една от най-добрите нови кей поп групи на 2016 г.

### 2017: „As If It's Your Last“ и дебют в Япония
На 17 януари BLACKPINK обявява името на фен клуба си – „Blink“, комбинация от „Black“ и „Pink“.
На 22 юни групата издава дигиталния сингъл, озаглавен „As If It's Your Last“. Песента се счита за различна от предишните тракове на BLACKPINK заради смесицата от музикални жанрове, инкорпорирана в нея. „As If It's Your Last“ дебютира на първото място в Billboard's World Digital Song Chart още на следващия ден, което прави песента третия хит на групата, изкачил се до тази позиция в класацията. Видеоклипът на сингъла бие рекорда за най-харесвания клип на корейска момчешка група в YouTube.
На 20 юли 2017 г. се провежда промоционален концерт на BLACKPINK в Токио, посетен от над 14 хил. души, докато общо 200 хил. са желаещите да закупят билети.
Групата официално дебютира в Япония на 30 август 2017 г. с първия си японски мини албум Blackpink.
BLACKPINK се нарежда сред Global Top 25 Songs в YouTube за лятото на 2017 г., благодарение на сингъла „As If It's Your Last“.

### 2018: Square Up, световен успех и турнета
През януари 2018 г. дебютният японски мини албум на групата е преиздаден с името Re:Blackpink. Дигиталната версия включва песните от оригиналното издание, а към физическите копия на албума и добавено DVD, включващо всички видеоклипове, както и шест песни на корейски.
На 15 юни BLACKPINK издава първия си корейски мини албум, Square Up. Сингълът „Ddu-Du Ddu-Du“, включен в него, дебютира като номер 17 в Official Trending Chart в Обединеното кралство, което превръща BLACKPINK в първата момичешка кей поп група, намерила място в класацията. Сингълът е включен и в Hot 100 на 55-ото място с 12,4 милиона гледания в САЩ, както и със 7000 изтегляния през първата седмица (до 21 юни 2018 г.). Сингълът също дебютира на 39-о място в класацията на US Streaming Songs, което прави BLACKPINK първата момичешка кей поп група, класирала своя песен там. Square Up донася и първото класиране на групата (и отново първото в историята на корейските момичешки групи) в US Billboard 200, достигайки до номер 40. По този начин BLACKPINK надминава рекорда на 2NE1, поставен през 2014 г. с албума Crush, класирал се на 61-во място. Мини албумът на BLACKPINK достига върха и на Billboard World Albums Chart. The EP also topped the Billboard World Albums chart. В Южна Корея Square Up дебютира на първо място в Gaon Albums Chart, а сингълът „Ddu-Du Ddu-Du“ се задържа на върха на класациите за дигитални сваляния и гледания на Gaon през втората седмица, докато „Forever Young“ намира място в топ пет. За 24 часа видеоклипът на „Ddu-Du Ddu-Du“ в YouTube акумулира над 36 милиона гледания, което го превръща в най-гледания онлайн клип на корейски музикант или група през първото денонощие, надминавайки „Gentleman“ на Сай.
На 7 юли в списъка на турнето на BLACKPINK е добавена последната спирка, Осака, като коледен подарък за феновете на групата. Така BLACKPINK провежда първото си турне в Япония, „BLACKPINK Arena Tour 2018“, в Осака на 24 – 25 юли. На 12 септември е обявен първият концерт на групата в Сеул с името „BLACKPINK 2018 Tour [In Your Area] Seoul x BC Card“ в Олимпийския гимнастически стадион.
През септември 2018 г. британската певица Дуа Липа издава колаборацията си с BLACKPINK „Kiss and Make Up“, включена в преиздадената пълна версия на дебютния албум Dua Lipa, която излиза на 19 октомври 2018 г. „Kiss and Make Up“ е на 93-то място в Billboard Hot 100, което превръща BLACKPINK в единствената корейска момичешка група, към октомври 2018 г., класирала множество песни в класацията. Сингълът достига включително и 36-ото място в UK Singles Chart – третата поява на кей поп музикант или група в топ 40.
През октомври 2018 г. главният изпълнителен директор на YG, Янг Хюнсук, обявява плановете на компанията за предстоящите соло проекти на членовете на BLACKPINK. През същия месец групата подписва договор с компанията Interscope Records, която да представлява (заедно с Universal Music Group) BLACKPINK извън Азия. През ноември 2018 г. BLACKPINK оповестява публично допълнителните дати от световното си турне „In Your Area World Tour“, което включва общо 13 дати от януари до март 2019 г.
Джени дебютира със соло сингъла „Solo“ по време на концерта на BLACKPINK в Сеул на 11 ноември, а песента и видеоклипът към нея са публикувани на следващия ден. Първият японски студиен албум на групата, Blackpink in Your Area, е разпространен дигитално на 23 ноември, а физическите копия са издадени на 5 декември. Албумът дебютира под номер 9 в японските класации за албуми, като са продадени около 13 хил. копия през първата седмица от издаването.

### 2019:Kill This Loveи световно турне
През януари 2019 г. е потвърдено участието на BLACKPINK във фестивала Coachella (Кочела) в Калифорния на 12 и 19 април 2019 г, което превръща групата в първата кей поп момичешка група, пяла на фестивала. През същия месец са обявени новите дати от турнето „In Your Area World Tour“ в Северна Америка, Европа и Австралия. На 21 януари 2019 г. видеоклипът на песента „Ddu-Du Ddu-Du“ се превръща в най-гледания клип на кей поп група в YouTube с общо 621 милиона гледания.
BLACKPINK прави американския си дебют по време на „Grammy Artist Showcase“ – събитие, организирано от Universal Music Group и провело се в ROW (в центъра на Лос Анджелис) на 9 февруари 2019 г. Групата участва в няколко американски телевизионни предавания през февруари 2019 г.: The Late Show с водещ Стивън Колбърт на 11 февруари, Good Morning America на 12 февруари, както и Страхан и Сара на 15 февруари. През същия месец списание Billboard обявява присъствието на BLACKPINK върху корицата на мартенския си брой. За списанието са подготвени 5 различни корици – една обща и четири индивидуални снимки на групата. BLACKPINK се превръща в първата кей поп момичешка група, появила се на корицата на Billboard.
Вторият мини албум на групата, Kill This Love, е издаден на 5 април 2019 г.

### 2020:The Albumи документационен филм
На 22 април е потвърдена колаборацията на групата с Лейди Гага за шестия ѝ студиен албум Chromatica с трака Sour Candy, който излиза на 28 май 2020. Песента дебютира под номер 33 в чарта Billboard Hot 100, превръщайки се в първата песен на Blackpink в топ 40. В Австралия дебютира под номер 8, което я прави най-популярната им песен в държавата. Сингълът влиза също и в топ 20 във Великобритания.
По средата на подготовките за нов къмбак, на 13 юни YG Entertainment пускат най-новото реалити шоу на Blackpink, 24/365 with Blackpink. Сингълът им How you like that излиза на 26. юни, като става петата им песен, влязла в чарта Billboard Hot 100, и счупва пет рекорда на Гинес с музикалното си видео. На 23 юли е обявено пускането на втори сингъл, Ice Cream, със Селена Гомес на 28 август. Ice Cream дебютира и достига до номер 13 в Billboard Hot 100, което я прави най-популярната им песен в чарта.
Първият им корейски студиен албум, The Album, излиза на 2 октомври 2020 с главен сингъл Lovesick Girls. The Album достига номер 2 в Billboard 200 и UK Album Chart, с което Blackpink се превръща в най-популярния корейски изпълнител от женски пол и в двете класации. Първият документационен филм на групата, Blackpink: Light Up the Sky, е с премиера по Netflix на 14 октомври 2020 и покрива историята на групата от техния дебют през 2016. Предава и моменти от подготовката им преди дебютиране, истории зад сцената и интервюта с момичетата, както и кадри от правенето на албума им.
На 2 декември обявяват първия си онлайн концерт, The Show.
Розе дебютира със сингъла R на 12 март 2021 г. След пускането му, с 41,6 милиона гледания за 24 часа на водещия си сингъл On the Ground, тя държи заглавието като най-гледаното южнокорейско музикално видео на солист за 24 часа, след като счупи почти 8-годишния рекорд на бивш сътрудник на лейбъла „Джентълмен“ на Psy. On the Ground достига 70-о място в Billboard Hot 100, превръщайки се в песента с най-висок рейтинг на корейска жена солистка в САЩ. Песента също дебютира и достигна номер 1 както в Global 200, така и в Global Excl. Американски класации, първата песен на корейски солов изпълнител, направила това в историята на класациите. R също постави рекорда за най-високите продажби през първата седмица от корейска жена солист с 448 089 продадени копия. На 24 март Розе получи първата си по рода си победа в музикалното шоу като солист със сингъла си „On the Ground“ чрез южнокорейската програма за кабелна музика, Show Champion, и ще спечели още пет. На 5 април излезе музикалният видеоклип към песента на Розе "Gone".
На 10 септември 2021 Lisa дебютира със сингъла Lalisa съдържайки песните LALISA и Money.
През 2022 Blackpink издават най-новия си албум Born Pink с главни тракове Pink venom и Shut down. 
Соло кариери в групата:
- Lisa - Money, Lalisa, Rockstar, New Woman с испанската певица Rosalía, Elastic girl, Thunder, Born again, FXCK UP THE WORLD, Rapunzel, Monlit floor(kiss me), When I'm with you, BAD GRRRL, Life style, Chill, Dream, Priceless
- Rose - On the ground, Gone, Hard to love,  APT, Number one girl, 3am, Two years, Stay a little longer, Call it the end, Drinks or coffee, Dance all night, Game boy, Not the same, Too bad for us, Messy
- Jennie - Solo, Me and you (Moonlight), SPOT! с корейският певец Zico, You and me, Mantra,  Like Jennie, Soul city, Handlebars, ZEN, Filter, Starlight, Twin, F.T.S, With IE, Dance right, Star a war, Love hangover, ExtraL
- Jisoo - Flower, All eyes on me, Habits, Clarity, Liar (Cover by Camila Cabello), Earthquake, Hugs and kisses, Tears, Your love

## Членове
- Джису – основен вокалист, визия
- Розé – главен вокал, основен танцьор
- Лиса – Главен рапър, главен танцьор

## Дискография

### Корейски албуми
Студийни албуми
- The Album (2020)
- Born Pink (2022)

Концертни турове:
- In Your Area World Tour  (2018 – 2020)
- Born Pink World Tour (2022 – 2023)
- The Deadline Tour (2025 – 2026)

EP албуми
- Blackpink (2017)[60]
- Square Up (2018)
- Kill This Love (2019)

#### Сингли
- Boombayah (붐바야) (2016)[61]
- Whistle (휘파람) (2016)[62]
- Playing with Fire (불장난) (2016)[63]
- Stay (2016)
- As If It's Your Last (마지막처럼) (2017)
- Kiss and Make Up (2017)
- DDU-DU DDU-DU (뚜두뚜두) (2018)
- Forever Young (2018)
- Really (2018)
- See U later (2018)
- DU DDU-DU (2018)
- Kill This Love (2019)
- DDU-DU DDU-DU (뚜두뚜두, remix) (2019)
- Don't Know What to Do (2019)
- Kick It (2019)
- Hope Not (아니길) (2019)
- How You Like That (2020)
- Lovesick Girls (2020)
- Sour Candy (2020)
- You Never Know (2020)
- Ice Cream (2020)
- Crazy Over You (2020)
- Shut Down (2022)
- Pink Venom (2022)
- The Girls (2023)
- Jump (2025)

### Японски албуми
- Blackpink in Your Area (2018)
- Kill This Love Jap. ver. (2019)

## Филмография

### Телевизия
- BLACKPINK HOUSE (2018)[64]
- YG Future Strategy Office (2018)[65]
- BLACKPINK X Star Road (2018)
- BLACKPINK DIARIES (2019 г., излъчвано по Vlive/YouTube)